# ダルボ・バルサス (ヴィリニュス)
『ダルボ・バルサス』（リトアニア語: Darbo balsas）は、1917年11月15日から1919年1月7日までリトアニアの首都ヴィリニュスで発行されていたリトアニア社会民主党の新聞。週刊で、第45号より隔週刊。全58号（1917年：4号、1918年：53号、1919年：1号）。発行部数は全5000部（1917年時点）。リトアニア社会民主党の思想を広め、労働者の置かれた状況や国内外の政治、経済、文化などを取り扱った。編集者はステポナス・カイリース。